# Председник Савезне Републике Југославије
Председник Савезне Републике Југославије је био шеф државе у Савезној Републици Југославији од 1992. до 2003. године.
До 24. септембра 2000. године, председник СРЈ се бирао у Савезној скупштини, коју су чинили Веће грађана и Веће република. Први председник ове државе био је књижевник Добрица Ћосић. Почетком 1993. године, Српска радикална странка га је оптужила за покушај војног удара против председника Републике Србије Слободана Милошевића, који је и иначе био једна од најзначајнијих особа за оснивање државе, па је уз подршку СПС-а, Ћосић био смењен. За његовог наследника је изабран члан СПС-а Зоран Лилић, који је остао на власти до краја мандата. У јулу 1997. године, након истека оба мандата председника Републике Србије, Милошевић је изабран за председника СРЈ.
У јулу 2000. године, усвојени су уставни амандмани, којима се председник бирао директним гласањем, и којима је Милошевићу отворен пут за још најмање један мандат. Ипак, изборе од 24. септембра 2000. године је изгубио, а након демонстрација 5. октобра те године, признао је пораз и повукао се у опозицију, јер је СПС изгубила и већину у скупштини. Последњи председник СРЈ, био је Војислав Коштуница, и на том месту је остао до реконституисања 2003. године.
Након уставних промена 2003. године и стварања Србије и Црне Горе назив је промењен у председник Србије и Црне Горе. Од 2003, дужност је спојена са дужношћу председника Савета министара Србије и Црне Горе, тиме је у СЦГ једна особа држала функцију и председника и премијера — иако државна заједница (због свог хибридног конфедералног уређења, у коме је целокупна власт бирана директно из парламената држава чланица) није имала председнички систем.

## Председници
Независни политичар
      Социјалистичка партија Србије
      Демократска странка Србије
      Демократска партија социјалиста Црне Горе
| #                                                  | Шеф државе         | Шеф државе              | Рођен/умро | Почетак мандата | Крај мандата    | Странка                                   | Напомене                                                                       |
| -------------------------------------------------- | ------------------ | ----------------------- | ---------- | --------------- | --------------- | ----------------------------------------- | ------------------------------------------------------------------------------ |
| Председник Савезне Републике Југославије 1992—2003 |                    |                         |            |                 |                 |                                           |                                                                                |
| 1                                                  | Dobrica Ćosić      | Добрица Ћосић           | 1921—2014  | 15. јун 1992    | 1. јун 1993     | Независни политичар                       |                                                                                |
| –                                                  |                    | Милош Радуловић (в. д.) | 1929—2017  | 1. јун 1993     | 25. јун 1993    | Демократска партија социјалиста Црне Горе | Вршилац дужности                                                               |
| 2                                                  |                    | Зоран Лилић             | 1953—      | 25. јун 1993    | 25. јун 1997    | Социјалистичка партија Србије             |                                                                                |
| –                                                  |                    | Срђа Божовић (в. д.)    | 1955—      | 25. јун 1997    | 23. јул 1997    | Демократска партија социјалиста Црне Горе | Вршилац дужности                                                               |
| 3                                                  | Vojislav Koštunica | Слободан Милошевић      | 1941—2006  | 23. јул 1997    | 7. октобар 2000 | Социјалистичка партија Србије             |                                                                                |
| 4                                                  | Vojislav Koštunica | Војислав Коштуница      | 1944—      | 7. октобар 2000 | 7. март 2003    | Демократска странка Србије                | Функција председника СРЈ престала да постоји после усвајања Уставне повеље СЦГ |
| Председник Србије и Црне Горе 2003—2006            |                    |                         |            |                 |                 |                                           |                                                                                |
| 5                                                  | Svetozar Marović   | Светозар Маровић        | 1955—      | 7. март 2003    | 3. јун 2006     | Демократска партија социјалиста Црне Горе | Обављао је и функцију Председника Савета министара Србије и Црне Горе          |